# Versailles, le rêve d'un roi
Versailles, le rêve d'un roi est un documentaire-fiction français retraçant la vie du roi Louis XIV de son avènement (1649) à sa mort (1715). Réalisé par Thierry Binisti, il fut diffusé le 3 janvier 2008 sur France 2.

## Fiche technique
- Réalisateur : Thierry Binisti
- Scénario : Jacques Dubuisson et Michel Fessler
- Producteurs : Elisabeth Kiledjian, Phil Craig et Serge Lalou
- Musique : Carolin Petit
- Format : Couleur
- Pays d’origine :  France
- Genre : Adaptation historique
- Durée : 96 minutes
- Dates de diffusion : 3 janvier 2008 sur France 2

## Distribution
- Samuel Theis : Louis XIV
- Jérôme Pouly : Colbert
- Antoine Coesens : Le Vau
- Nicolas Jouhet : Le Nôtre
- Germain Wagner : Le Brun
- Benjamin Baroche : Mansart
- Caroline Bourg : Madame de Montespan
- Florence Huige : Madame de Maintenon
- Laura Weissbecker : Mlle de la Vallière
- Florent Bigot de Nesles : Lully
- Eric Franquelin : La Fontaine
- Laurent Vernick : Racine
- Thierry Garet : Molière
- Stéphane Roux : Charles Perrault
- Sandrine Cohen : reine Marie-Thérèse
- Diane Stolojan : Anne d'Autriche
- Jean-Marie Galey : Toussaint Rose
- François Vincentelli : Fouquet
- Enrico Di Giovanni : Mazarin
- Daniel-Jean Colloredo : Bontemps
- Jacques-Henri Delcamp : Père Lachaise
- Vinciane Millereau : Narratrice et une courtisane
- Gabriel Hallali : jeune Louis XV
- Mónica Abularach Cordón : Femme du peuple